# Ремнёв, Виктор Михайлович
Ви́ктор Миха́йлович Ремнёв (30 апреля 1913, Ташёлка, Самарская губерния — 24 апреля 1945, Берлин) — участник Великой Отечественной войны, полный кавалер ордена Славы.

## Биография
Родился в крестьянской семье. Родители Михаил Ефимович и Аграфена Ефимовна обвенчались в 1904 году. Окончил 4 класса. Работал в сельхозартели «12 годовщина Октября» Ташёлкского сельсовета трактористом. совхозе им. Менжинского. Отслужил срочную службу в Красной Армии с 1936 по 1939 год.
После начала Великой Отечественной войны в июне 1941 года был призван на службу. С июля 1941 года на фронте, сражался под Калининм. Участвовал в боях на Старо-Русском, Невельском и Идрицком направлениях. В 1943 году был ошибочно признан погибшим, семья получила похоронку.
Воевал в рядах 469-го стрелкового полка (150-я стрелковая дивизия). В боях 1-4 марта 1944 года в районе населённых пунктов Усадище, Ореховна (Пустошкинский район Псковской области), командуя отделением сержант Ремнёв первым поднялся в атаку, увлёк за собой подчинённых, ворвался в траншею противника, где захватил миномёт и уничтожил двух вражеских солдат.
В апреле 1944 года отделение Виктора Ремнёва захватило важного пленного, от показаний которого во многом зависел ход операции.
В ходе наступления в бою 22-24 июня 1944 года в районе озёр Хвойно и Чёное (26 км северо-восточнее г. Пустошка) переправился через водные преграды, уничтожил лично четырёх солдат противника, заменил выбывшего по ранению командира взвода и удерживал захваченные позиции до прибытия подкрепления.
Будучи помощником командира взвода при прорыве обороны у деревни Пуща (Себежский район Псковской области) 10-25 июля 1944 года заменял командира взвода, решительно ведя бойцов за собой. При отражении контратак противника лично уничтожил 8 вражеских солдат, взял пленного, который дал важные сведения.
В декабре 1944 — марте 1945 года Ремнёв воевал на Варшавском направлении, в Померании, на берегах Штеттинского залива в районе г. Воллин, на берлинском направлении. 13-17 марта 1945 года подразделение Ремнёва совершило марш-бросок из района Требена в Мантель, обеспечивая продвижение штаба дивизии.
В ходе штурма Берлина 23 апреля 1945 года взвод Ремнёва захватил авиазавод. 24 апреля отряд достиг канала Берлин-Штандау, который форсировали сходу и захватили плацдарм. К концу дня противник был выбит из района и отступил. Однако Виктора Ремнёва не оказалось ни среди живых, ни среди мёртвых. Он был признан пропавшим без вести.
Только 20 марта 1990 года в газете «Красная звезда» были опубликованы свидетельства гибели Ремнёва.

## Семья
Был женат, супруга работала животноводом-телятницей в совхозе имени Менжинского, неоднократный лауреат медалей ВДНХ. Жила в селе Подстёпки.
- Сын — Анатолий (1940 г. рождения), стал инженером-механиком, работал начальником бамперного участка СКП АвтоВАЗа.

## Награды
- Орден Славы 1 степени (24.3.1945)
- Орден Славы 2 степени (28.6.1944)
- Орден Славы 3 степени (№ 60 372, 24.3.1944)
- Медаль «За отвагу» (28.04.1944)